# Třebíčko
Třebíčko je malá vesnice, část města Trhové Sviny v okrese České Budějovice v Jihočeském kraji. Nachází se asi tři kilometry severovýchodně od Trhových Svinů. Prochází zde silnice II/157. Třebíčko leží v katastrálním území Trhové Sviny o výměře 14,86 km².

## Historie
První písemná zmínka o vesnici pochází z roku 1381.

## Obyvatelstvo
| Rok            | 1869 | 1880 | 1890 | 1900 | 1910 | 1921 | 1930 | 1950 | 1961 | 1970 | 1980 | 1991 | 2001 | 2011 | 2021 |
| -------------- | ---- | ---- | ---- | ---- | ---- | ---- | ---- | ---- | ---- | ---- | ---- | ---- | ---- | ---- | ---- |
| Počet obyvatel | 176  | 160  | 129  | 113  | 116  | 113  | 96   | 85   | 79   | 63   | 52   | 35   | 31   | 29   | 34   |
| Počet domů     | 23   | 25   | 25   | 25   | 23   | 24   | 22   | 24   | 24   | 18   | 17   | 20   | 21   | 24   | 25   |

## Obecní správa
Při sčítání lidu v letech 1850–1960 Třebíčko bylo osadou obce Třebeč, se kterým patřilo nejprve do okresu České Budějovice (v letech 1890–1910 Budějovice), ale v roce 1950 v okrese Trhové Sviny a od roku 1960 v okrese České Budějovice. Od 1. července 1960 je částí města Trhové Sviny v okrese České Budějovice.

## Pamětihodnosti
- Výklenková kaplička se sochou svatého Jana Nepomuckého